# Robert Nicoïdski
Robert Louis Nicoïdski, nom d'artiste de Willy Louis Robert-Nicoud, né le 5 décembre 1931 à La Chaux-de-Fonds (canton de Neuchâtel) et mort le 23 octobre 1996 à Paris, est un peintre et graveur (eau-forte, aquatinte) suisse.
Il était mariée à l'écrivaine Clarisse Nicoïdski (1938-1996).

## Biographie

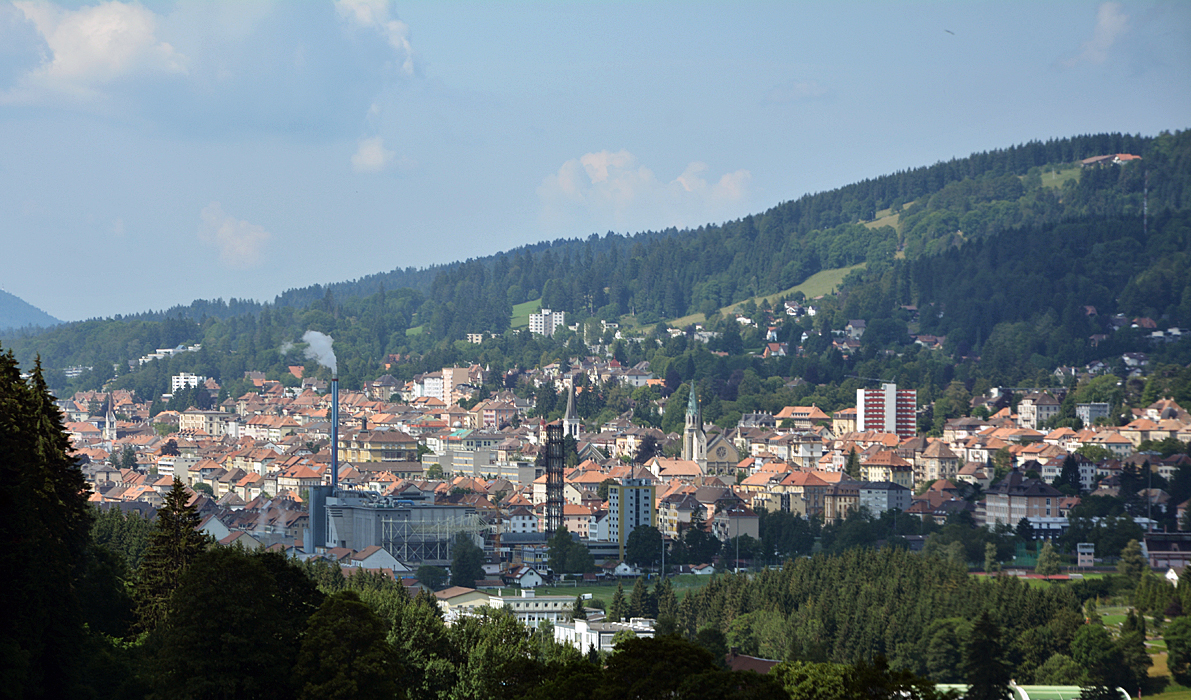
La Chaux-de-Fonds

D'ascendance polonaise, Robert Nicoïdski « naît de père inconnu et est abandonné par sa mère à l'âge de 4 ans aux portes d'un orphelinat suisse où les éducateurs le battirent comme plâtre ». Enfant d'un tempérament solitaire dont la vocation artistique apparaît très tôt (avec cependant une seconde attirance pour la boxe), il commence à peindre en 1948, « et ceci, frénétiquement ». Il est élève de Lucien Schwob à La Chaux-de-Fonds de 1950 à 1952, puis entre à l'École des beaux-arts de Genève en 1952. S'y montrant indépendant et rebelle, reconnu très bon dessinateur mais créant déjà sa propre peinture en lieu et place de l'incontournable copie des classiques de l'art, la relation conflictuelle avec son maître de peinture l'en fait exclure en 1955.

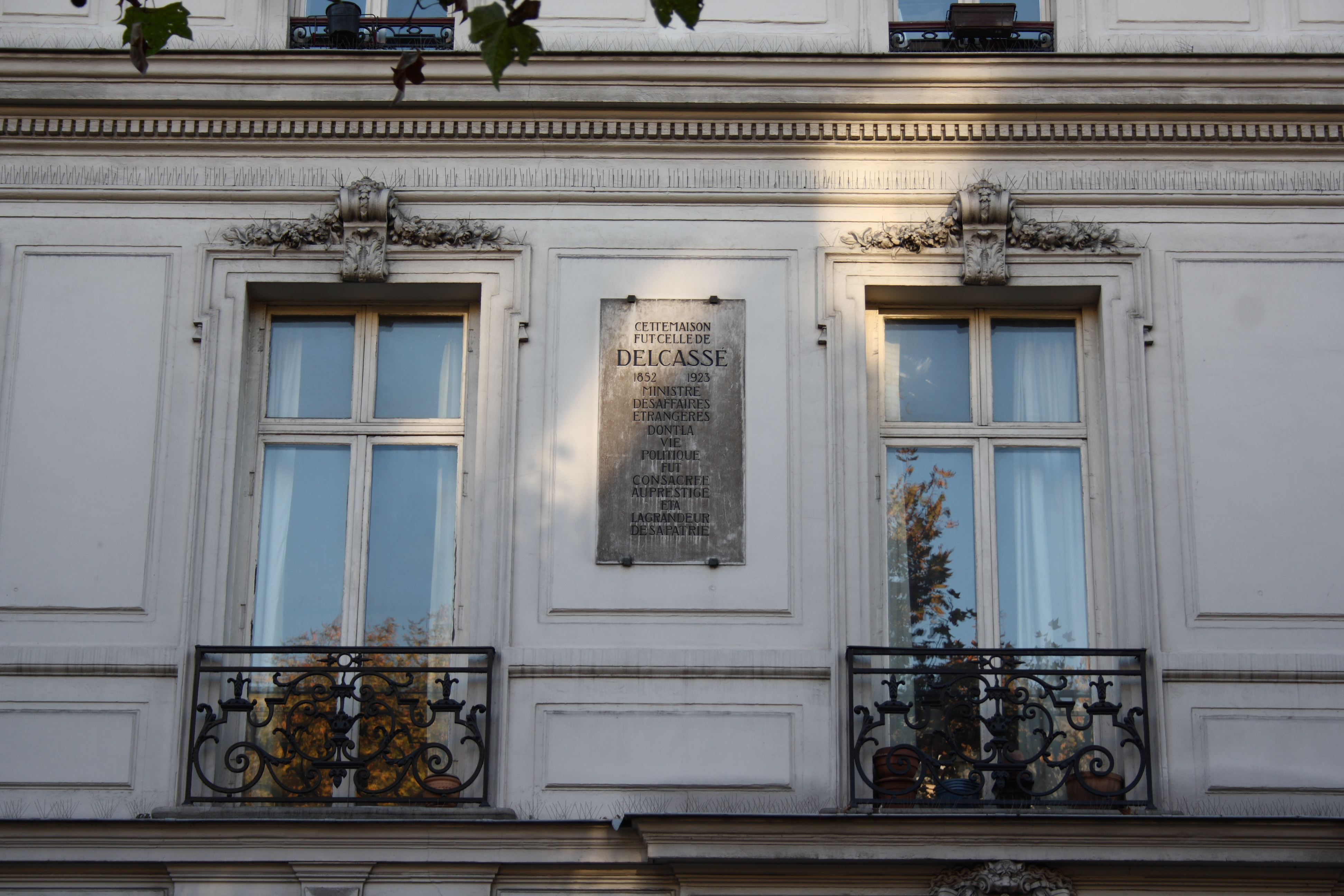
11, boulevard de Clichy, Paris

Arrivant à Paris en 1956 — où il vivra au 11, boulevard de Clichy, —, Robert Nicoïdski fréquente l'École nationale supérieure des beaux-arts de 1957 à 1960, travaillant successivement dans les ateliers de gravure d'Édouard Goerg, dont il ne peut que remarquer « le caricatural douloureux dans ses nus et le traitement sans complaisance du thème de la volupté », et de Jean-Eugène Bersier, maître consensuel en ce qu'« il mêle sympathie pour l'archaïsme et curiosité pour les expressions contemporaines ». Bersier énoncera du reste une relation maître-élève qui fut bonne, voire complice, en évoquant Nicoïdski dans sa Petite histoire de la lithographie originale en France. Le galeriste René Bréheret le découvre alors et est le premier à exposer Robert Nicoïdski à Paris.
En 1962, Robert Nicoïdski se rend à New York où c'est Karl Lunde (1931-2010) qui le découvre à son tour et l'expose, une première fois en 1962, régulièrement ensuite, dans sa galerie The Contemporaries. Malgré son succès immédiat sur le marché américain, l'artiste, refusant tout appât d'aisance financière ainsi offerte, tient à rester rigoureusement vigilant à ne pas « produire » de la répétition et s'astreint pour cela, avec son épouse Clarisse (née Abinun, elle est la sœur du peintre Jacques Abinun) et leur fils (qui sera écrivain sous les signatures de Louis Sanders et Élie Robert-Nicoud), à une discipline de vie recluse toute consacrée à la recherche picturale pour lui, à l'écriture pour elle, à une solitude donc qui restera consentie jusqu'en 1975. Il glisse durant cette période de l'abstraction lyrique vers la composition des Nus, où « il déforme et torture le corps pour en faire un paysage, un monstre, un martyr, où il fait les portraits des gens qu'on assassine et de ceux qui les côtoient », annonçant ses séries des Avortements, de La mère et l'enfant, des Décorporations, des 33 crucifixions. « Je me souviens, évoque ainsi Alain Bosquet, du choc exceptionnel que j'avais ressenti, en 1974, en voyant les Avortements, ces quelque quinze toiles de Nicoïdski, où des femmes nues, blafardes et courbées, se vidaient sur des avortons, des menstrues, du plasma, du sang impur mêlé de muscles et de boyaux rejetés de leur anatomie. Il y avait là un retour à l'animalité humaine, sans le truchement désormais éculé de la douleur peinte sur le visage… Ce qui en est resté n'est nullement une sensation d'horreur, tant il est vrai que le créateur a toujours raison, à un certain niveau de tension ou de dépassement. J'ai vite compris que Nicoïdski, comme Goya ou Soutine avant lui, nous avait offert une part de notre enfer que nous n'avions guère l'habitude de contempler, et qu'il l'avait fait avec une pureté exemplaire ».

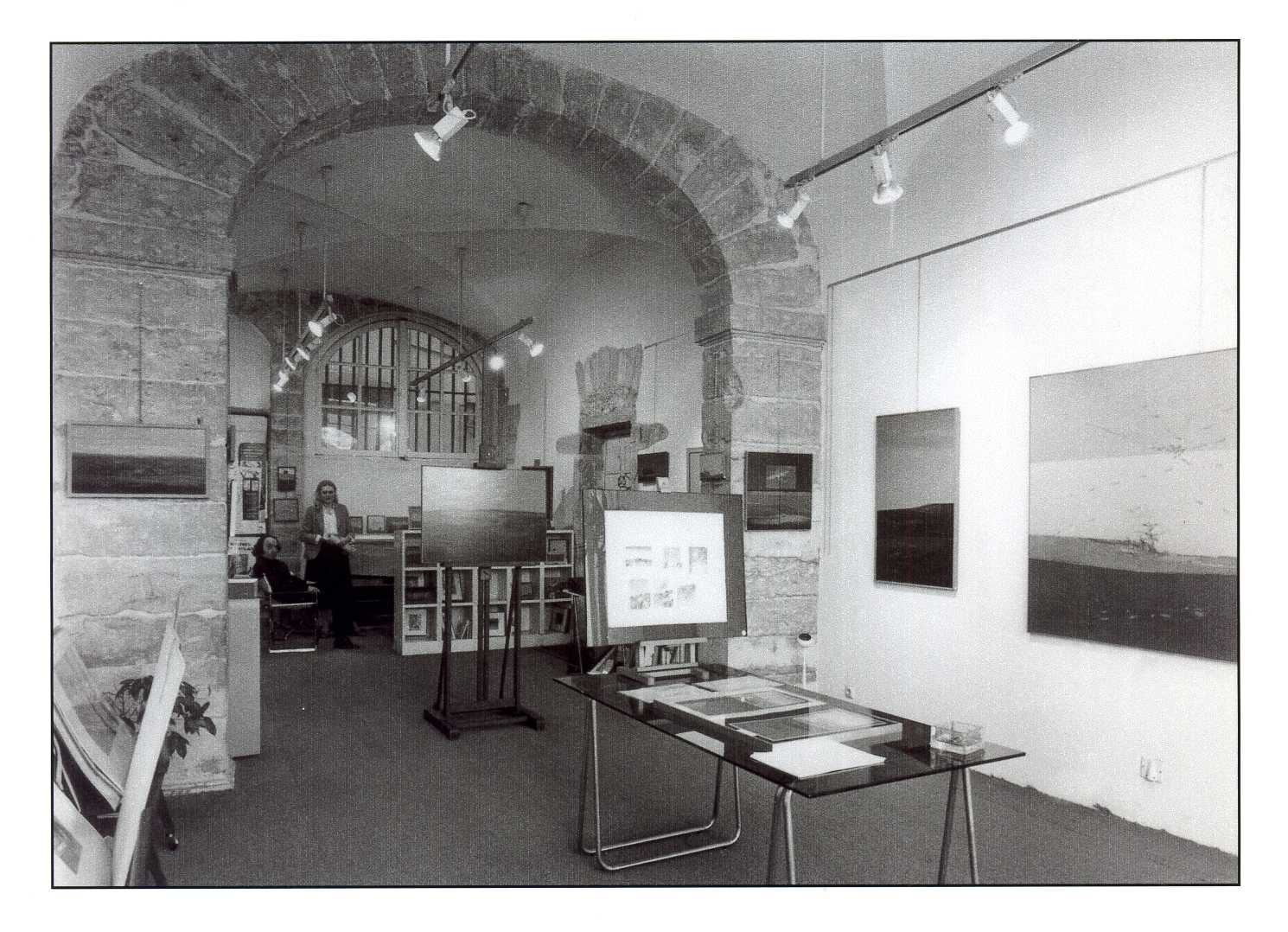
Galerie K., Lyon

La plus fulgurante rencontre de Robert Nicoïdski demeure en 1975 celle du lyonnais Roger Kowalski dont il devient immédiatement l'ami, celui-ci l'accueillant pour l'accrochage aux cimaises de sa galerie K., à Lyon, de la série de toiles Avortements. Roger Kowalski mourra quelques semaines après cette exposition et Robert Nicoîdski brossera plusieurs importants portraits, hommages au poète-galeriste, intitulés Portrait de K..
Si les relations entre Robert Nicoïdski et le faussaire Fernand Legros ne sont pas historiquement reconstituées, elles sont attestées par une suite de scènes et portraits peints par Nicoïdski, l'un de ces tableaux illustrant la couverture du livre de Fernand Legros (Fausses histoires d'un faux marchand de tableaux, Albin Michel, 1979).

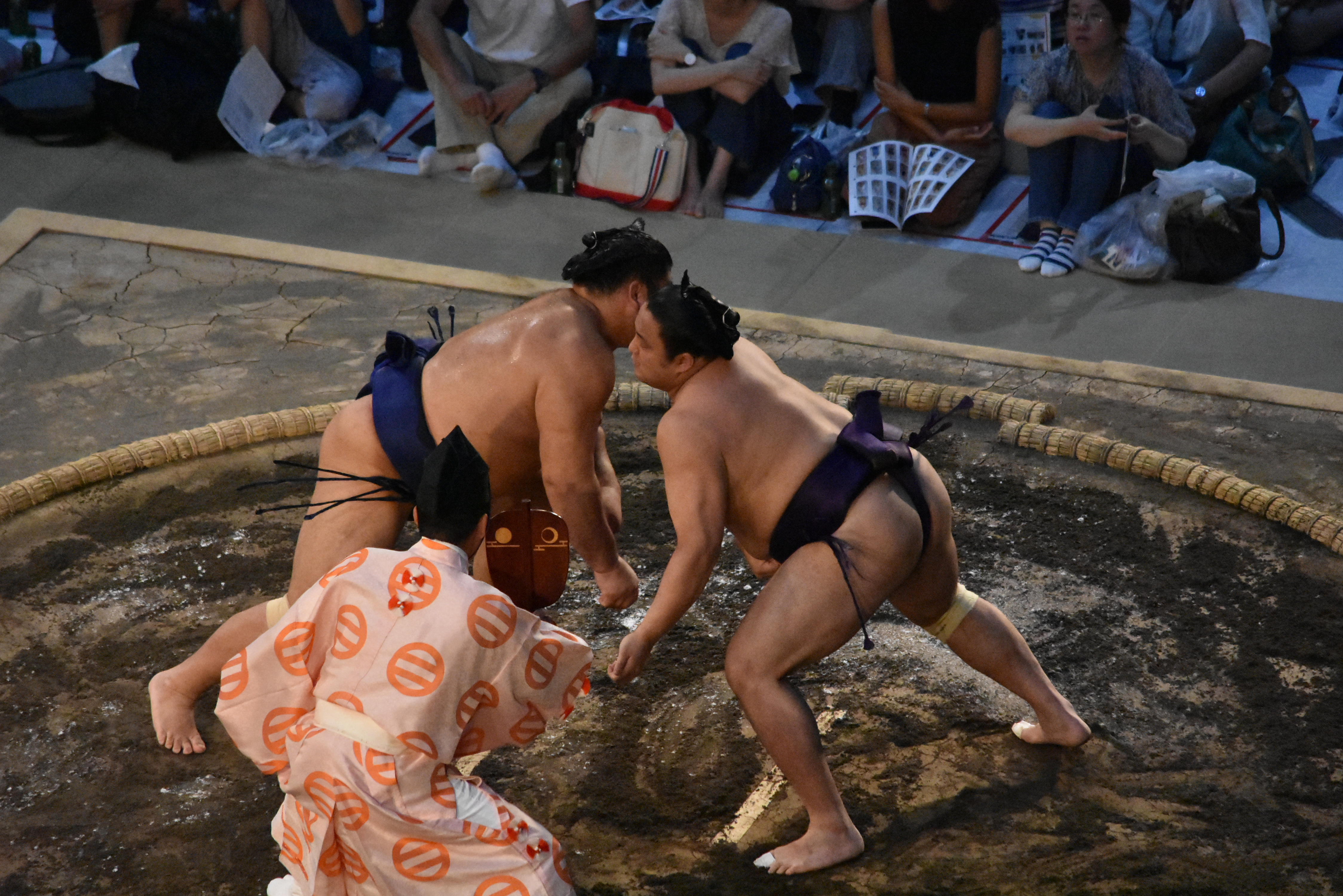
Sumo, Japon

Le prix Nichido qui est attribué à Robert Nicoïdski en 1976 est doté d'une exposition personnelle itinérante dans les grandes villes japonaises. Le peintre effectue alors un voyage au Japon où une fascination majeure se révèle pour le spectacle des sumo. Il y découvre une notion de l'esthétique qui conforte la sienne propre, où ce qui constitue selon les normes occidentales « de la disproportion et de l'énormité » se transfigure, à ses yeux, en représentation du « beau essentiel » : ses « toiles, où l'on voit s'entrelacer douloureusement ces guerriers nus destinés dès leur plus jeune âge à une mort précoce, portent en elles ce mélange inquiétant de douceur et de violence que suggère la puissante fragilité des formes ».
Clarisse Nicoïdski meurt le 23 décembre 1996 en laissant comme ultime texte d'écrivain la biographie de son mari qu'elle remit au musée des Beaux-Arts de Chartres en vue de la rétrospective-hommage Robert Nicoïdski qui s'y ouvrit en janvier 1997 et à laquelle il était promis qu'elle assistât. « Travailleur infatigable, évoque-t-elle, il interrogea tous les aspects du trait sans se donner de limite artificielle entre ce qui relève de l'abstrait et ce qui relève du figuratif. Curieux à l'extrême de toutes les ressources que peuvent offrir à un plasticien les matériaux, il sera un des premiers à utiliser la peinture acrylique dans son association à d'autres types de peinture. Il est également un des premiers à avoir utilisé les résines plastiques pour en faire des vitraux et à collaborer à diverses œuvres architecturales ».

## Expositions

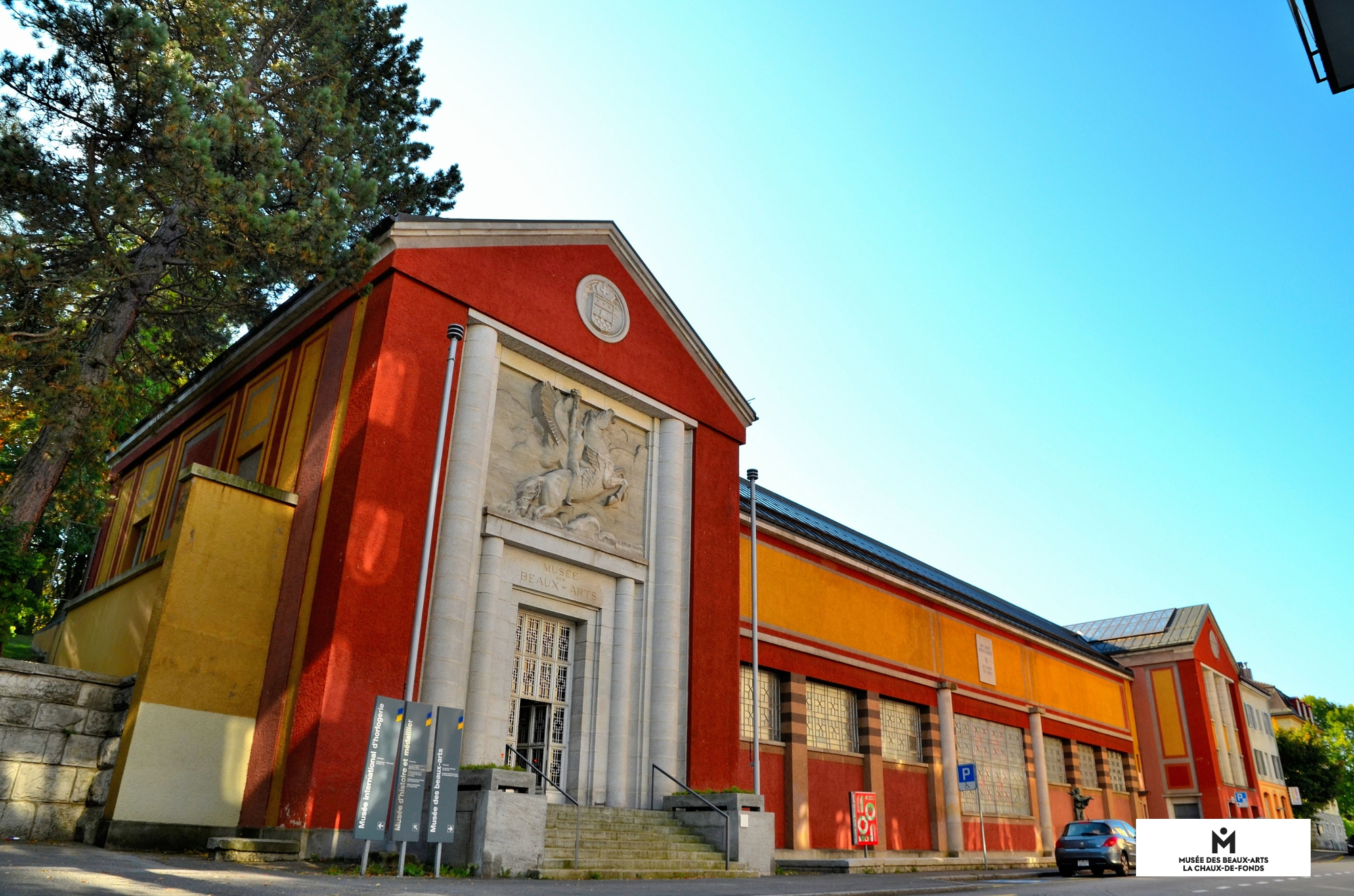
Musée des Beaux-Arts de La Chaux-de-Fonds

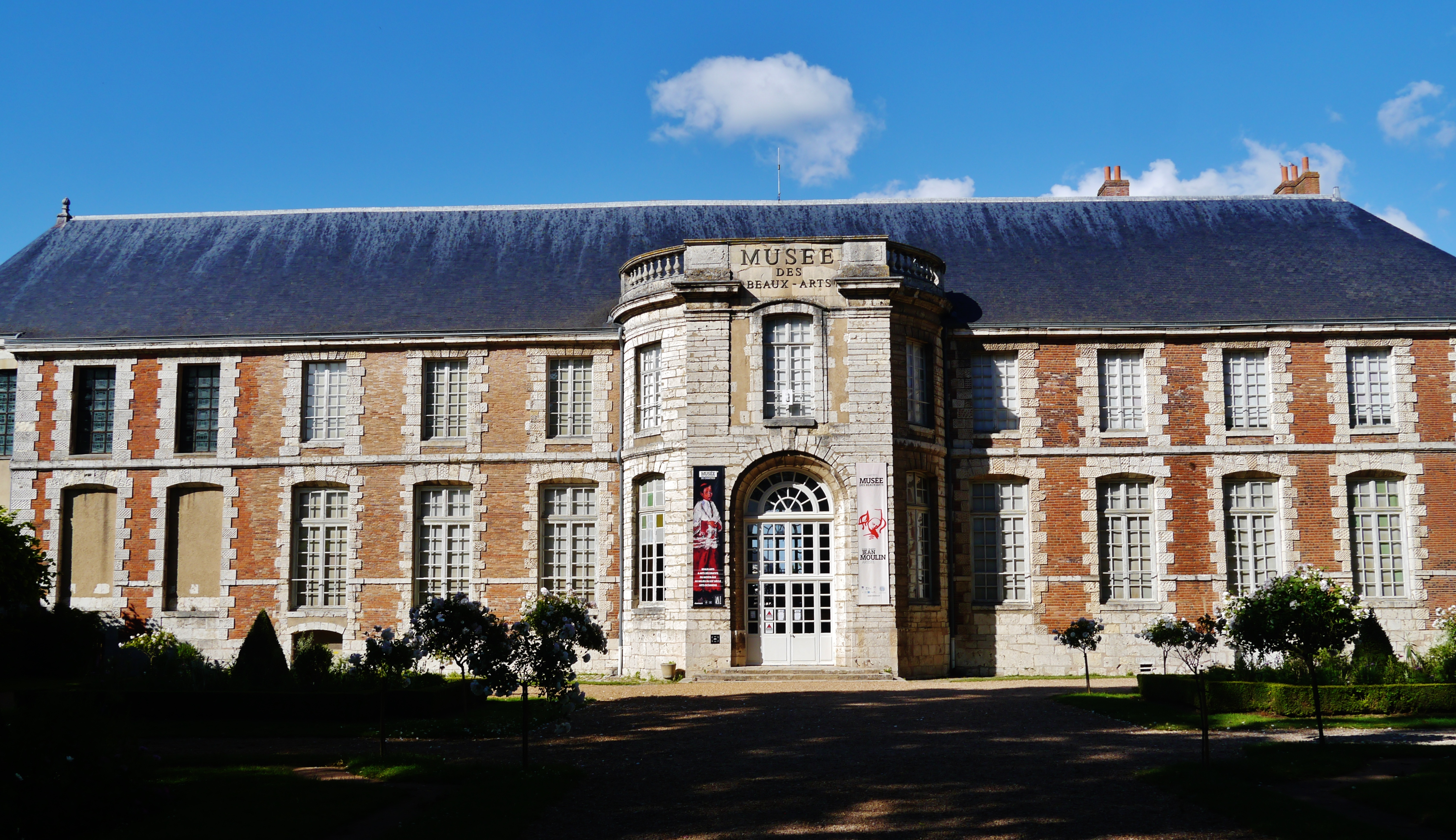
Musée des Beaux-Arts de Chartres

### Expositions personnelles
- Musée des Beaux-Arts de La Chaux-de-Fonds, 1955.
- Gravures de Robert Nicoïdski, La Hune, 170, boulevard Saint-Germain, Paris, 1962.
- The Contemporaries Gallery, Madison Avenue, New York, 1962.
- Gravures de Robert Nicoïdski, musée d'Art et d'Histoire de Genève, mai-juin 1963.
- Musée de l'Athénée, Genève, 1969.
- Avortements, galerie K. 25, quai de Bondy, Lyon, 1975.
- Galerie Jade, Colmar, 1976.
- Exposition itinérante au Japon : Tokyo, Kyoto, Nagoya, 1976.
- Galerie Frédéric Gollomb, Saint-Paul-de-Vence, 1976.
- Galerie Nichido, Paris, 1977.
- Robert Nicoïdski, rétrospective-hommage, musée des Beaux-Arts de Chartres, janvier-mars 1997.

### Expositions collectives
- Galerie René Bréheret, 9, quai Malaquais, Paris, vers 1960.
- Biennale de Paris, musée d'Art moderne de la ville de Paris, 1961, 1965.
- Exposition itinérante de gravures, São Paulo, Stockholm, Ljubljana, Tokyo, 1970.
- Meubles tableaux, musée national d'Art moderne, Paris, 1977.
- Salon des indépendants, Grand Palais, Paris, 1977.
- Rétrospective de l'art européen, années 1950-1980, galerie Pierre Cardin, New York, octobre 1980.
- 10/10, galerie J. Hahn, Paris, mars 1989[18].
- De Bonnard à Baselitz, dix ans d'enrichissements du cabinet des estampes - 1978-1988, Bibliothèque nationale de France, Paris, 1992[5].
- Bollag Galleries, Zürich, 2010.
- Dessin, libertés. Trente cinq artistes français et internationaux - Pierre Alechinsky, John Christoforou, Roger-Edgar Gillet, Ben-Ami Koller, Robert Nicoïdski, Paul Rebeyrolle, Jean Rustin, Vladimir Velickovic..., Maison des jeunes et de la culture Lillebonne Saint-Epvre, Nancy, mai-juin 2019[19],[20].

## Vente publique
- Ader-Nordmann, Atelier Robert Nicoïdski, hôtel Drouot, Paris, octobre 2015[21].

## Réception critique
- « Un érotisme sauvage émane des nus de Nicoïdski. Les attitudes, les distorsions, certes le traduisent. On pourra le trouver obsédant encore dans les longues et lourdes chevelures qui voilent les trais ou les membres, dont le poids fait se cambrer les échines, dans les Négritudes aussi dont l'épiderme a la patine du bronze. Rien n'est plus éloigné de l'obscénité que cet érotisme-là qui reste gravé et tendu dans ses manifestations les plus directes. » - Jean-Marie Dunoyer[22]
- « Le plus souvent, les corps sont nus. Une jambe se replie, pour avaler un ventre. Un torse se gonfle, pour finir dans les doigts sans la transition d'une épaule. Une chevelure caresse une hanche : le visage en devient inutile. Deux pieds se rejoignent près de deux seins : ils en sont les prolongements naturels. Un poignet s'appuie sur le sol : que le corps entier s'élève en l'air pour en éprouver la force. Une croupe se renverse, soit pour doubler la longueur d'un talon, soit pour l'atrophier. Une paume cache un cou : il se pourrait qu'elle réussisse à le réduire à néant. Le corps se multiplie ou se replie sur soi, il est tantôt tentaculaire, et tantôt ramassé comme par une extrême pudeur. Il pense par le muscle et abdique devant une manière d'intériorité stoïque. Je le dis bien net : cette peinture remet en question ce que nous possédons de plus sûr et en même temps de plus fragile: notre domaine physique. Nicoïdski nous y ramère, à une époque où nos égarements sous ont fait pêcher des lunes inuties. Sa peinture est la plus grave et la plus directe qui se puisse trouver. Mais il y a lieu de s'interroger sur ses prolongements mentaux qui sont infinis… Il ne faudrait pas oublier de souligner combien sa démarche est aussi pudique : à partir de ce qu'il nous donne, il est nécessaire de poursuivre l'aventure la plus excitante qui soit : redéfinir notre corps, suany et pensant à la fois. » - Alain Bosquet[3]
- « Avec obstination, Nicoïdski sonde les secrets du corps, du mystère de sa naissance à l'alchimie de ses évolutions, de l'éblouissement de sa création aux combats qu'il ne cessera jamais de mener. Aux explosions de la vie et des sens de la première série de dessins répondent les grands nus féminins aux corps déchirés par de violentes distorsions. L'effervescence du tracé laisse ici le pas à une violence dans le traitement de ces corps torturés, arc-boutés, enfermés dans des architectures qui semblent ne ménager aucune issue. Inexorablement seul dans son corps, l'être est à jamais assailli par les mutations qui le conduisent vers son devenir. » - Maïthé Vallès-Bled[12]
- « On dirait le créateur composant l'équation qui autoriserait le vivant. Nous sommes au cœur du cytoplasme qui va faire naître les corps. Nicoïdski nous livre les signes et les formes de son ADN qui feront naître ses modèles. » - André Parinaud[12]
- « Il a peint une série Avortements représentant des fœtus monstrueux et sanglants. Ses Nus féminins sont hypertrophiés, ce qui dénote sa puissance de déformation et de recomposition, et son goût pour le sanglant, conférant à ses compositions une étrangeté presque angoissée. » - Dictionnaire Bénézit[23]
- « Nicoïdski est un enragé de peinture, ses œuvres proclament un amour passionné pour un art qui lui est aussi essentiel que de respirer… De la génération des Rancillac et Schlosser, proche des artistes de la Nouvelle figuration, sa nature gargantuesque, son œil dostoïevskien commandent à une main sûre qui fait de lui un admirable portraitiste… Mais l'artiste, disparu à 65 ans, n'a pas supporté d'être en avance sur son temps, incompris, jugé trop violent et pourtant profondément ancré dans son époque. » - David Nordmann[24]

## Récompenses
- Prix Nichido, Paris, 1976.

## Collections publiques

### États-Unis
- Cincinnati, Cincinnati Art Museum.
- Indianapolis, musée d'Art d'Indianapolis.
- New York, Museum of Modern Art.

### Suisse
- Genève :
  - 1, avenue d'Aire : Les Orgues, 1968, sculpture-fontaine en acier inox, collection du Fonds municipal d'art contemporain de Genève[17] ;
  - école des Charmilles, hall central : fresques murales, 1965 ; classes, vestiaires, halls : 45 vitraux, 1967-1968, collections du Fonds municipal d'art contemporain de Genève[17],[25],[26].
  - musée de l'Athénée.
  - Musée d'Art et d'Histoire de Genève[27] :
    - Temps modernes, eau-forte et aquatinte ;
    - Reflet d'eau, eau-forte et aquatinte.
    - Cosmos, eau-forte et aquatinte.

  - Musée Rath.

### France
- Paris :
  - département des estampes et de la photographie de la Bibliothèque nationale de France[5].
  - musée d'Art moderne de la ville de Paris

## Collections privées référencées
- Gilbert Delaine, fondateur du musée d'Art contemporain de Dunkerque[28].